# Supercopa de Europa 2013
La Supercopa de Europa 2013 fue la 38.ª edición de la Supercopa de la UEFA. El campeón fue el Bayern de Múnich, que venció al Chelsea en tanda de penales por 5-4, luego de haber igualado 1-1 en el marcador durante el tiempo regular de noventa minutos y 2-2 durante la prórroga de 30 minutos. El encuentro se disputó el 30 de agosto entre el vencedor de la Liga de Campeones de la UEFA 2012-13, el Bayern de Múnich, y el vencedor de la Liga Europa de la UEFA 2012-13, el Chelsea, en el Eden Arena de Praga.
El duelo fue una reedición del mismo jugado en la final de la Liga de Campeones 2011-2012. Ambos equipos llegaron con nuevos entrenadores que ya se habían enfrentado en sus clubes anteriores en el clásico del fútbol español.
Esta edición fue la primera en disputarse fuera del Stade Louis II de Mónaco, el cual albergaba la competencia desde 1998 cuando se empezó a jugar a partido único. También fue la primera vez que el campeón de la Supercopa de Europa se definió en la tanda de penales.

## Participantes
| F. C. Bayern de Múnich |  | Bandera de Alemania   |  | Campeón de la Liga de Campeones de la UEFA (2012-13) |
| Chelsea F. C.          |  | Bandera de Inglaterra |  | Campeón de la Liga Europea de la UEFA (2012-13)      |

## Final
| 1          | POR        | Manuel Neuer    |     |
| 13         | DEF        | Rafinha         | 56' |
| 17         | DEF        | Jérôme Boateng  |     |
| 4          | DEF        | Dante           |     |
| 21         | DEF        | Philipp Lahm    |     |
| 27         | MED        | David Alaba     |     |
| 10         | MED        | Arjen Robben    | 96' |
| 39         | MED        | Toni Kroos      |     |
| 25         | MED        | Thomas Müller   | 71' |
| 7          | MED        | Franck Ribéry   |     |
| 9          | DEL        | Mario Mandžukić |     |
| Entrenador | Entrenador | Pep Guardiola   |     |

| 1          | POR        | Petr Čech          |      |
| 2          | DEF        | Branislav Ivanović |      |
| 24         | DEF        | Gary Cahill        |      |
| 4          | DEF        | David Luiz         |      |
| 3          | DEF        | Ashley Cole        |      |
| 8          | MED        | Frank Lampard      |      |
| 7          | MED        | Ramires            |      |
| 11         | MED        | Óscar              |      |
| 17         | MED        | Eden Hazard        | 113' |
| 14         | DEL        | André Schürrle     | 87'  |
| 9          | DEL        | Fernando Torres    | 98'  |
| Entrenador | Entrenador | José Mourinho      |      |

| 8  | MED | Javi Martínez   | 56' |
| 19 | MED | Mario Götze     | 71' |
| 11 | MED | Xherdan Shaqiri | 96' |

| 12 | MED | John Obi Mikel | 87'  |
| 18 | DEL | Romelu Lukaku  | 98'  |
| 26 | DEF | John Terry     | 113' |

| Anotado | 47'      | Franck Ribéry | 1-1 |
| Anotado | 120' + 1 | Javi Martínez | 2-2 |

| Anotado | 8'  | Fernando Torres | 0-1 |
| Anotado | 93' | Eden Hazard     | 1-2 |

| David Alaba     | Acierto de penal | 1:0 |                          |               |
|                 |                  | 1:1 | Acierto de penal         | David Luiz    |
| Toni Kroos      | Acierto de penal | 2:1 |                          |               |
|                 |                  | 2:2 | Acierto de penal         | Óscar         |
| Philipp Lahm    | Acierto de penal | 3:2 |                          |               |
|                 |                  | 3:3 | Acierto de penal         | Frank Lampard |
| Franck Ribéry   | Acierto de penal | 4:3 |                          |               |
|                 |                  | 4:4 | Acierto de penal         | Ashley Cole   |
| Xherdan Shaqiri | Acierto de penal | 5:4 |                          |               |
|                 |                  | 5:4 | Fallo de penal (Atajado) | Romelu Lukaku |

| Amonestado | 23' | Franck Ribéry  |
| Amonestado | 84' | Jérôme Boateng |

| Amonestado | 41'  | Gary Cahill        |  |
| Amonestado | 64'  | Ramires            |  |
| Amonestado | 66'  | David Luiz         |  |
| Amonestado | 90'  | Fernando Torres    |  |
| Amonestado | 99'  | Romelu Lukaku      |  |
| Amonestado | 118' | Ashley Cole        |  |
| Amonestado | 120' | Branislav Ivanović |  |

| Otorgado · Expulsado | 85' | Ramires |

| Árbitro                  | Jonas Eriksson       |
| Árbitros asistentes      | Mathias Klasenius    |
| Árbitros asistentes      | Daniel Wärnmark      |
| Árbitros en línea de gol | Stefan Johannesson   |
| Árbitros en línea de gol | Markus Strömbergsson |
| Cuarto árbitro           | Stefan Wittberg      |

| 1          | POR        | Manuel Neuer    |     |
| 13         | DEF        | Rafinha         | 56' |
| 17         | DEF        | Jérôme Boateng  |     |
| 4          | DEF        | Dante           |     |
| 21         | DEF        | Philipp Lahm    |     |
| 27         | MED        | David Alaba     |     |
| 10         | MED        | Arjen Robben    | 96' |
| 39         | MED        | Toni Kroos      |     |
| 25         | MED        | Thomas Müller   | 71' |
| 7          | MED        | Franck Ribéry   |     |
| 9          | DEL        | Mario Mandžukić |     |
| Entrenador | Entrenador | Pep Guardiola   |     |

| 1          | POR        | Petr Čech          |      |
| 2          | DEF        | Branislav Ivanović |      |
| 24         | DEF        | Gary Cahill        |      |
| 4          | DEF        | David Luiz         |      |
| 3          | DEF        | Ashley Cole        |      |
| 8          | MED        | Frank Lampard      |      |
| 7          | MED        | Ramires            |      |
| 11         | MED        | Óscar              |      |
| 17         | MED        | Eden Hazard        | 113' |
| 14         | DEL        | André Schürrle     | 87'  |
| 9          | DEL        | Fernando Torres    | 98'  |
| Entrenador | Entrenador | José Mourinho      |      |

| 8  | MED | Javi Martínez   | 56' |
| 19 | MED | Mario Götze     | 71' |
| 11 | MED | Xherdan Shaqiri | 96' |

| 12 | MED | John Obi Mikel | 87'  |
| 18 | DEL | Romelu Lukaku  | 98'  |
| 26 | DEF | John Terry     | 113' |

| Anotado | 47'      | Franck Ribéry | 1-1 |
| Anotado | 120' + 1 | Javi Martínez | 2-2 |

| Anotado | 8'  | Fernando Torres | 0-1 |
| Anotado | 93' | Eden Hazard     | 1-2 |

| David Alaba     | Acierto de penal | 1:0 |                          |               |
|                 |                  | 1:1 | Acierto de penal         | David Luiz    |
| Toni Kroos      | Acierto de penal | 2:1 |                          |               |
|                 |                  | 2:2 | Acierto de penal         | Óscar         |
| Philipp Lahm    | Acierto de penal | 3:2 |                          |               |
|                 |                  | 3:3 | Acierto de penal         | Frank Lampard |
| Franck Ribéry   | Acierto de penal | 4:3 |                          |               |
|                 |                  | 4:4 | Acierto de penal         | Ashley Cole   |
| Xherdan Shaqiri | Acierto de penal | 5:4 |                          |               |
|                 |                  | 5:4 | Fallo de penal (Atajado) | Romelu Lukaku |

| Amonestado | 23' | Franck Ribéry  |
| Amonestado | 84' | Jérôme Boateng |

| Amonestado | 41'  | Gary Cahill        |  |
| Amonestado | 64'  | Ramires            |  |
| Amonestado | 66'  | David Luiz         |  |
| Amonestado | 90'  | Fernando Torres    |  |
| Amonestado | 99'  | Romelu Lukaku      |  |
| Amonestado | 118' | Ashley Cole        |  |
| Amonestado | 120' | Branislav Ivanović |  |

| Otorgado · Expulsado | 85' | Ramires |

| Árbitro                  | Jonas Eriksson       |
| Árbitros asistentes      | Mathias Klasenius    |
| Árbitros asistentes      | Daniel Wärnmark      |
| Árbitros en línea de gol | Stefan Johannesson   |
| Árbitros en línea de gol | Markus Strömbergsson |
| Cuarto árbitro           | Stefan Wittberg      |

|                                   |
| Bandera de Alemania               |
| Campeón Bayern Múnich 1.er título |